# Wucheng Yizhi
Wucheng Yizhi är en fornlämning i Kina. Den ligger i provinsen Jiangxi, i den sydöstra delen av landet, omkring 99 kilometer sydväst om provinshuvudstaden Nanchang. Wucheng Yizhi ligger 53 meter över havet. Den ligger vid sjön Wucheng Shuiku.
Runt Wucheng Yizhi är det tätbefolkat, med 427 invånare per kvadratkilometer. Närmaste större samhälle är Yicheng, 8,0 km väster om Wucheng Yizhi. Trakten runt Wucheng Yizhi består till största delen av jordbruksmark.
Genomsnittlig årsnederbörd är 2 066 millimeter. Den regnigaste månaden är juni, med i genomsnitt 330 mm nederbörd, och den torraste är oktober, med 24 mm nederbörd.